# Jong-Oh Park

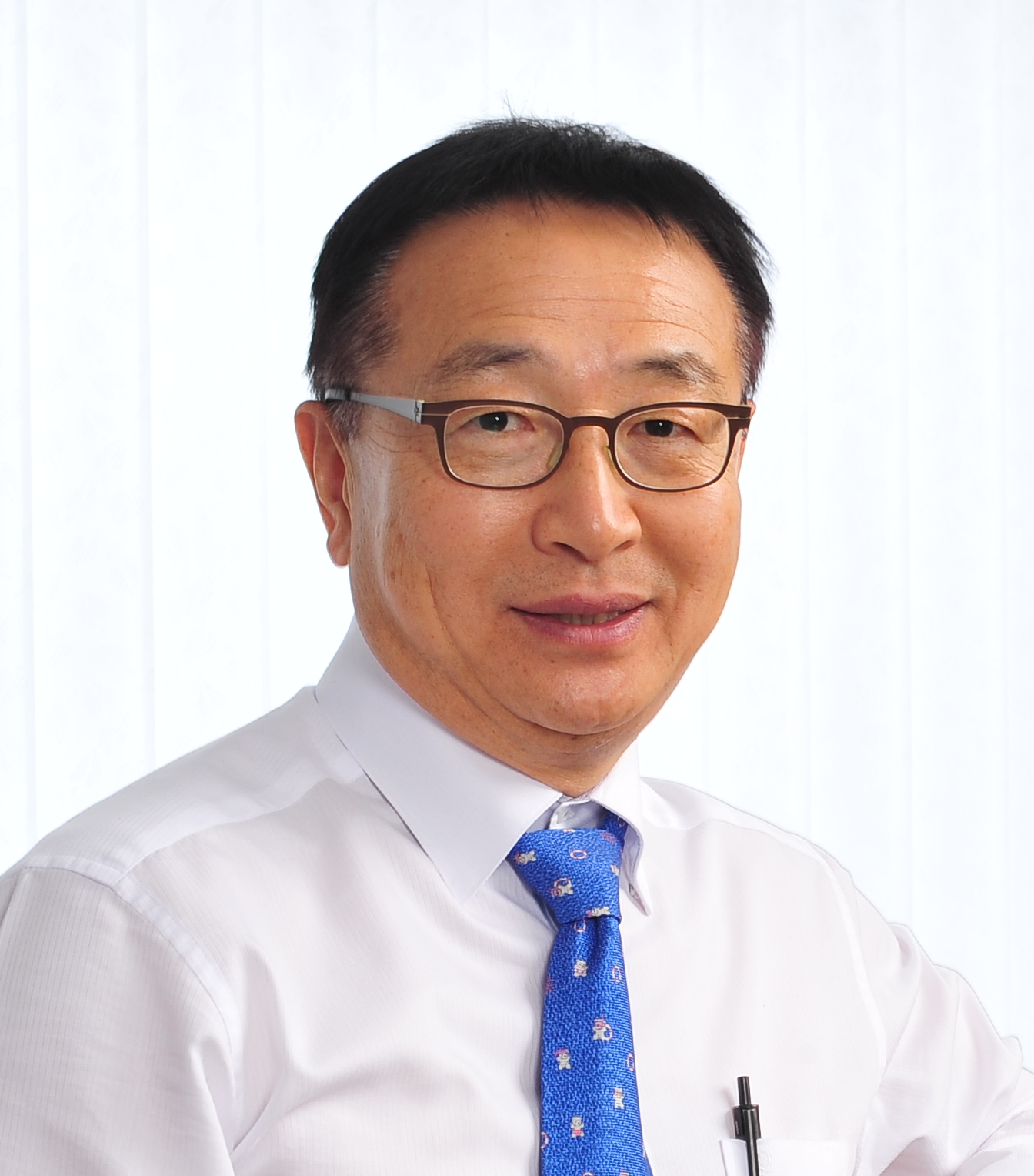
Jong-Oh Park

Jong-Oh Park (südkoreanisch 박종오; * 13. September 1955) ist Leiter der Robot Research Initiative und Professor für Maschinenbau an der Universität Chonnam in Südkorea und dient gegenwärtig als Vorstandsmitglied der International Federation of Robotics (IFR).
Er gewann zweimal den „Scientist of the Year“-Preis der Korea Science Reporters Association. Auch empfing er den IFR Golden Robot Award und noch einige andere Ehrungen. Park kommerzialisierte erfolgreich mehrere medizinische Robotiksysteme und Industrieanwendungen.

## Biografie

### Ausbildung
Jong-Oh Park erhielt seinen Bachelor in Maschinenbau an der Yonsei-Universität in Südkorea, 1981 seinen Master an der KAIST.
Nach seinem Masterabschluss schloss er seine Promotion an der Universität Stuttgart ab und arbeitete als Forscher unter der Aufsicht von Hans-Jürgen Warnecke am Fraunhofer-Institut für Produktionstechnik und Automatisierung von 1982 bis 1987.

### Karriere
Von 1987 bis 2004 war er Teil des Korea Institute of Science and Technology. Park fungierte fünf Jahre lang als Direktor des 21C Frontier Project „Intelligent Microsystem Program“. Seit 2005 ist er Professor an der Universität Chonnam und Leiter der Robot Research Initiative.
Jong-Oh Park war 2005 der Vorsitzende der „International Federation of Robotics“ (IFR) und ist seit 2006 Vorstandsmitglied. 2013 arbeitete er als stellvertretender Vorsitzender der Organisationskomitees für ISR 2013 und als Vorsitzender der Organisationskomitees für ICCAS 2013. Er war ein Herausgeber der IEEE Biorob 2014. Momentan ist er stellvertretender Vorsitzender der Korea Robotics Society, dem Institute of Control, Robotics and Systems und Mitglied des Rates für Investition und Strategie für das Handels- und Industrieministerium der Russischen Föderation 2014. 2014.

## Arbeit

### Akademische Arbeit
Jong-Oh Park leistete der Roboterindustrie einen großen Beitrag durch wissenschaftliche Ergebnisse und technologischen Transfer.
So war er der Erste, der einen Koloskoproboter vollendete (2001) und diesen erfolgreich kommerzialisierte (2005).
2005 entwickelte er den Kapselendoskoproboter. Ihm ist der erste erfolgreiche In-vivo-Einsatz mit einem intravaskulären Mikroroboter mit einem Millimeter Durchmesser zu verdanken. Auch entwickelte er 2013 den weltweit ersten Nanoroboter, der sein Ziel selektieren kann und helfen soll, Krebs zu behandeln.

### Technologietransfer
So übertrug er 1991 den „Automatic Insertion Robot“ von Odd-Parts nach Samsung Electronics, 1993 den „Polishing Robot“ von Die & Moulds nach Hwacheon Machine Tool und 1994 den „Automatic Polishing“ von Faucet nach Yujin Waterworks. Er erarbeitete auch einen Vertrag mit Daewoo Motors und Hyundai Motor für den „Intelligent Grinding Robot für Car Brazing Bead“ 1997. 2005 übergab er den „Colonoscope Robot“ ERA Endiscope Inc in Italien und den „Capsule Endoscope“ an Intromedic Inc. 2015 übertrug er den „Active Locomotive Intestinal Capsule Endoscope“ an Woo Young Medical.

## Auszeichnungen
- 2015: Auszeichnung vom Präsidenten der Universität Chonnam
- 2015: Fraunhofer medal laureate, Fraunhofer[19]
- 2014: Fumio Harashima Mechatronics Award, ICROS
- 2013: Wissenschaftspreis des College of Engineering, Universität Chonnam
- 2013/2010: Preis „Scientist of The Year“ von Korea Science Reporters
- 2013: Order of Science of Technology Merit ‚Hyeoksin Medal‘ vom Ministerium für Wissenschaft, ICT und Future Planning of Korea
- 2009: Best Conference Paper Award von IEEE ROBIO 2009
- 2007: Auszeichnung vom Ministry of Commerce, Industry and Economy
- 2007: Excellence Paper Award beim 2007 Sommer Symposium von Korea
- 2001: First Grand Prize vom The Man of KIST[20]
- 1997: Golden Robot Award der IFR (International Federation of Robotics)
- 1992: Grand Prize of Science & Technology, Jeong Jin-Ghi Foundation of Mass
- 1991: Jang-Young-Sil-Auszeichnung vom Ministerium für Wissenschaft und Technik
- 1991, 1992, 1995, 1996, 2000: KIST Excellence Research and Development Award